# Bharamasagara, Challakere
Bharamasagara là một làng thuộc tehsil Challakere, huyện Chitradurga, bang Karnataka, Ấn Độ.